# Kriegerdenkmal Bornsen

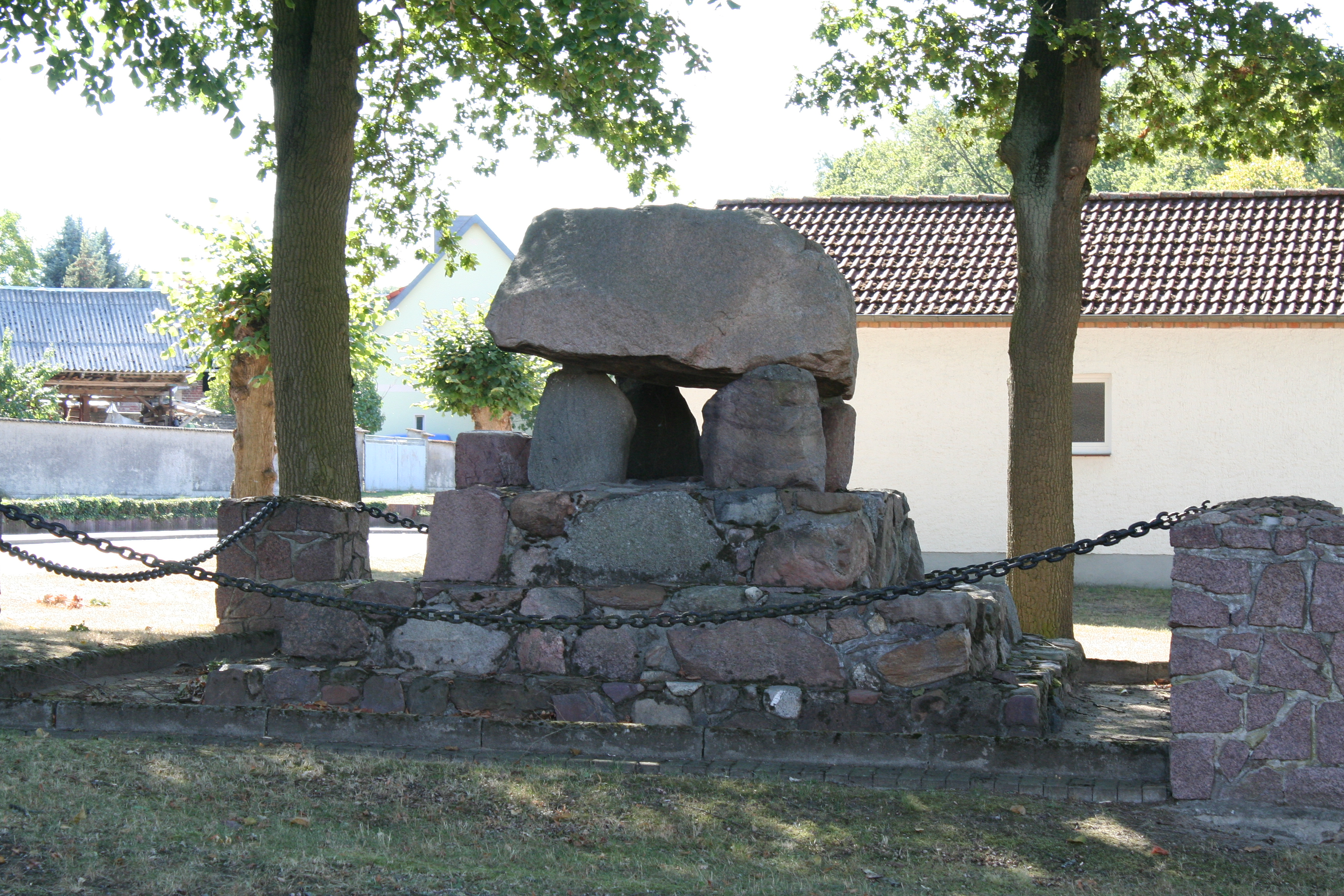
Kriegerdenkmal in Bornsen

Das Kriegerdenkmal Bornsen ist ein denkmalgeschütztes Kriegerdenkmal im Ortsteil Bornsen der Gemeinde Jübar in Sachsen-Anhalt. Im örtlichen Denkmalverzeichnis ist das Kriegerdenkmal unter der Erfassungsnummer 094 90387 als Baudenkmal verzeichnet.

## Allgemeines
Das Kriegerdenkmal Bornsen auf dem alten Dorfplatz des Ortes, an der Kreuzung der Dorfstraße und Diesdorfer Straße ist Denkmal zur Erinnerung an die gefallenen Soldaten des Ersten Weltkriegs. Es hat eine quadratische Form und besteht aus mehreren Findlingen auf einem mehrstufigen Sockel. An der Vorderseite befindet sich eine Gedenktafel. Das ganze Denkmal ist durch einen Eisenkette eingefasst.
Im Kreisarchiv des Altmarkkreises Salzwedel ist die Ehrenliste der Gefallenen des Ersten Weltkriegs erhalten geblieben. Auf dem örtlichen Friedhof befindet ein Gedenkstein für die Opfer des Zweiten Weltkriegs und zwei Soldatengräber.